# Sonya Jeyaseelan
Sonya Jeyaseelan (ur. 24 kwietnia 1976 w New Westminster) – kanadyjska tenisistka.
W sierpniu 1991 roku zadebiutowała w rozgrywkach cyklu WTA, występując na turnieju w Toronto, gdzie jako piętnastolatka zagrała zarówno w grze pojedynczej, jak i podwójnej (w obu wypadkach zakończyła swój udział na pierwszej rundzie). W latach 1992–1995 kontynuowała grę, zarówno w turniejach niższej rangi – ITF, jak i w turniejach WTA, w których docierała jednak co najwyżej do ćwierćfinałów.
W 1996 roku odnotowała swoje pierwsze starty w turniejach wielkoszlemowych. W styczniu wygrała kwalifikacje gry singlowej do Australian Open, pokonując w decydującym o awansie meczu Czeszkę Adrianę Gerši i zagrała w pierwszej rundzie turnieju głównego, w której przegrała z Nancy Feber. W pozostałych turniejach Wielkiego Szlema nie udało jej się przejść kwalifikacji. Zdecydowanie lepiej poszło jej w grze podwójnej, gdzie w parze z rodaczką, Rene Simpson, na turnieju US Open, dotarła do ćwierćfinału. Było to, jak się potem okazało, jej największe osiągnięcie deblowe w Wielkim Szlemie. W następnych latach występowała wielokrotnie w podobnych turniejach, ale osiągała w nich co najwyżej trzecią rundę i to zarówno w singlu, jak i w deblu.
W swojej karierze nie wygrała żadnego turnieju singlowego cyklu WTA, ale za to wygrała dwa turnieje w grze podwójnej, w 2000 i 2003 roku, oba w Strasburgu. Oprócz tego ma na swoim koncie wygrane dwa turnieje singlowe i trzy deblowe rangi ITF.
Reprezentowała również swój kraj w rozgrywkach Pucharu Federacji.

## Finały turniejów WTA
| Legenda                | Legenda |
| ---------------------- | ------- |
| Wielki Szlem           |         |
| Igrzyska olimpijskie   |         |
| WTA Tour Championships |         |
| 1988 – 2008            |         |
| Kategoria I            |         |
| Kategoria II           |         |
| Kategoria III          |         |
| Kategoria IV           |         |
| Kategoria V            |         |

### Gra pojedyncza 1 (0-1)
| Końcowy wynik | Nr | Data           | Turniej | Nawierzchnia | Przeciwniczka | Wynik finału |
| ------------- | -- | -------------- | ------- | ------------ | ------------- | ------------ |
| Finalistka    | 1. | 22 lutego 1998 | Bogota  | Ceglana      | Paola Suárez  | 3:6, 4:6     |

### Gra podwójna 3 (2–1)
| Końcowy wynik | Nr | Data          | Turniej   | Nawierzchnia | Partnerka       | Przeciwniczki                   | Wynik finału  |
| ------------- | -- | ------------- | --------- | ------------ | --------------- | ------------------------------- | ------------- |
| Finalistka    | 1. | 12 lipca 1999 | Palermo   | Ceglana      | Åsa Svensson    | Tina Križan Katarina Srebotnik  | 6:4, 3:6, 0:6 |
| Zwyciężczyni  | 1. | 22 maja 2000  | Strasburg | Ceglana      | Florencia Labat | Kim Grant María Vento-Kabchi    | 6:4, 6:3      |
| Zwyciężczyni  | 2. | 19 maja 2003  | Strasburg | Ceglana      | Maja Matevžič   | Laura Granville Jelena Kostanić | 6:4, 6:4      |

## Finały juniorskich turniejów wielkoszlemowych

### Gra pojedyncza (1)
| Końcowy wynik | Rok  | Turniej     | Nawierzchnia | Przeciwniczka  | Wynik finału |
| Finalistka    | 1994 | French Open | Ceglana      | Martina Hingis | 3:6, 1:6     |